# 1944 en photographie
| Années de la photographie : 1941 - 1942 - 1943 - 1944 - 1945 - 1946 - 1947    |
| Décennies de la photographie : 1910 - 1920 - 1930 - 1940 - 1950 - 1960 - 1970 |

Cet article présente les faits marquants de l'année 1944 en photographie.

## Événements
- La photographe Germaine Krull accompagne le 6e groupe d'armées des États-Unis lors du débarquement de Provence en août, puis la 1re armée française pendant la campagne d'Alsace et jusqu'à la fin de la guerre.
- août : la photographe polonaise Julia Pirotte, installée à Marseille depuis 1940, photographie l'insurrection de la ville, sa libération par la Résistance et l'arrivée des troupes alliées[1].
- automne : fondation aux États-Unis de l'American Society of Media Photographers (ASMP), association professionnelle de photographes.
- Le Bureau Militair Gezag (BMG), gouvernement provisoire des Pays-Bas, crée l'Anefo (Algemeen Nederlandsch Fotobureau), agence de presse spécialisée en photographie.
- 10 mai : création à Lyon par Fritz Kaftanski et Lucien Bouchetal de la société Fex qui produit des appareils photographiques[2].
- Création à Paris de Photélec, marque française d'appareils photographiques et d'outils destinés à la photographie[3].

## Photographies notables
- 6 juin : 

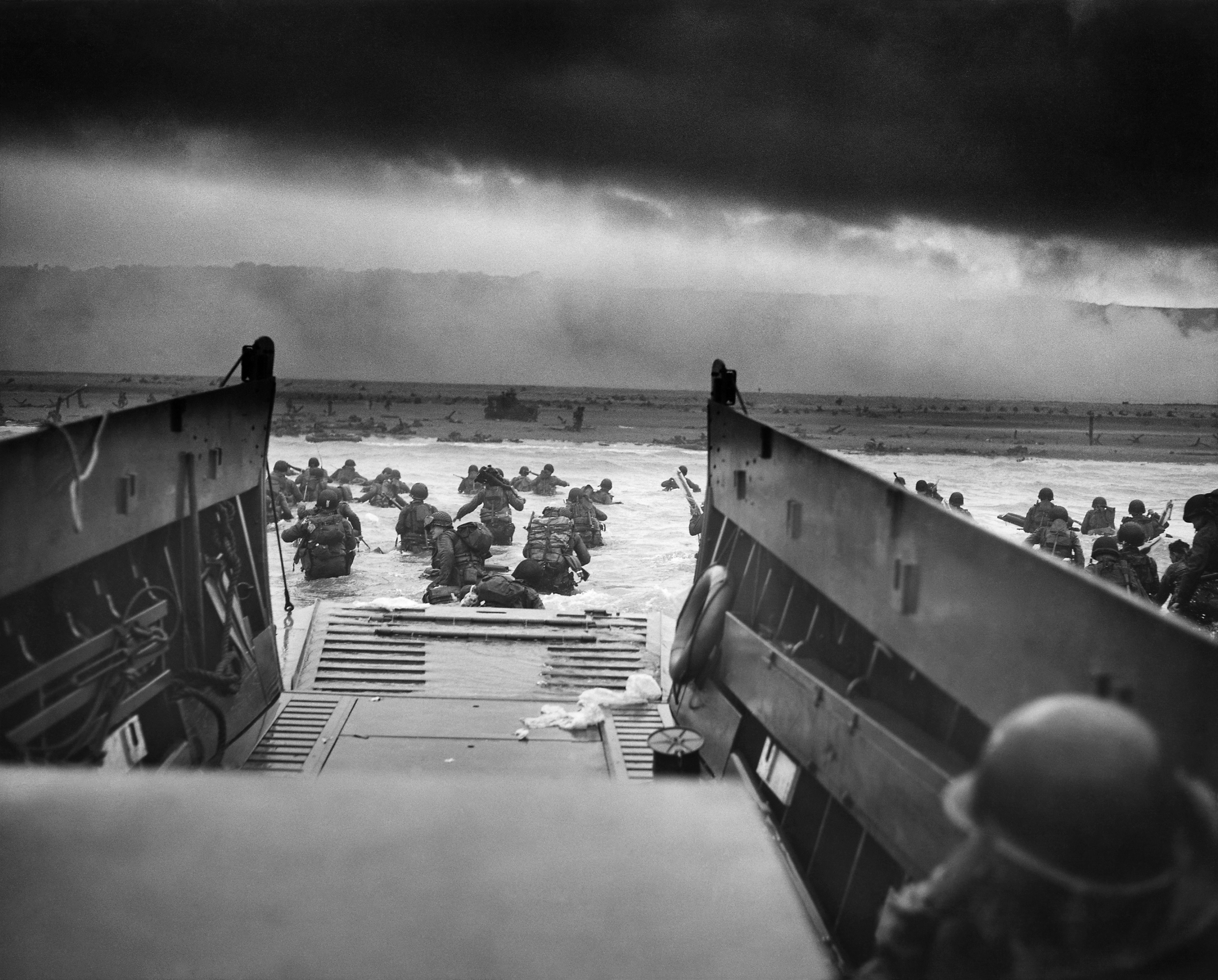
Robert F. Sargent, Into the Jaws of Death.

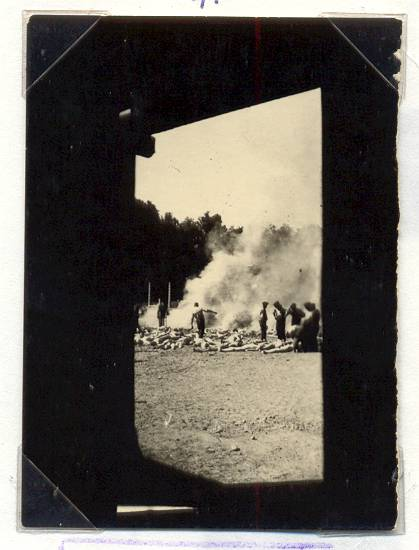
Une des Photographies du Sonderkommando à Auschwitz, cliché pris depuis l'intérieur de la chambre à gaz du Krematorium V.

  - Robert F. Sargent, chef photographe de la Garde côtière des États-Unis, prend à partir d'une barge de débarquement la photographie Into the Jaws of Death, montrant les soldats de la 1ère division d'infanterie américaine débarquer à Omaha Beach lors du débarquement de Normandie.
  - Robert Capa, Jour J, série de 11 photographies réalisées lors du débarquement de Normandie.
- août : Photographies du Sonderkommando, quatre photographies prises clandestinement par un détenu, membre du Sonderkommando dans le camp d'extermination d’Auschwitz II-Birkenau.
- 16 août : Robert Capa, La Tondue de Chartres.

## Livres de photographies
- La semaine héroïque : 19-25 août 1944 (préf. Georges Duhamel, photogr. Robert Capa), Paris, S.E.P.E., 1944, 66 p.

## Expositions
- History of an American: Alfred Stieglitz. '291' and after, Philadelphia Museum of Art, Philadelphie.

## Prix et récompenses

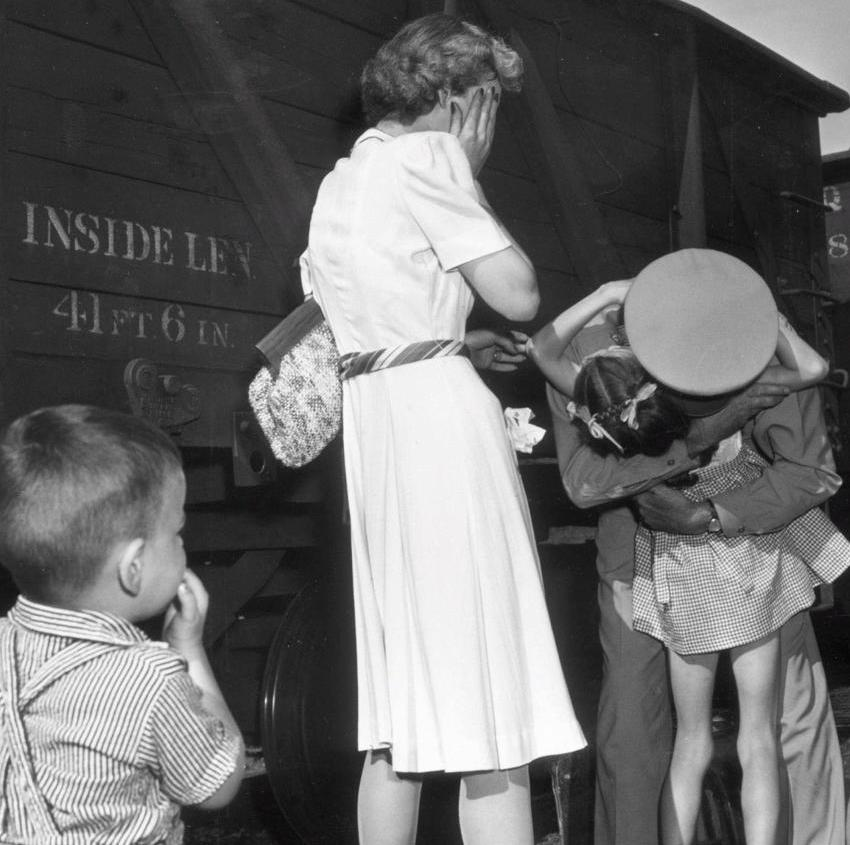
Earle Bunker, Homecoming.

- Prix Pulitzer de photographie : 
  - Frank Filan (en) : Tarawa Island[4].
  - Earle Bunker (en) : Homecoming, photographie prise le 15 juillet 1943 représentant un soldat américain de retour de service actif accueilli par sa famille[5].

## Naissances
- 10 janvier : Alain Fleischer, cinéaste, photographe, plasticien et écrivain français.
- 4 février : Candida Höfer, photographe conceptuelle allemande.
- 8 février : Sebastião Salgado, photographe brésilien, mort le 23 mai 2025.
- 28 février : Storm Thorgerson,  photographe, réalisateur et graphiste anglais, mort le 18 avril 2013.
- 1er mars : Gilles Bensimon, photographe de mode français.
- 4 mars : Shin'ya Fujiwara, photographe japonais, lauréat en 1977 du prix Kimura Ihei.
- 6 mars : André Berg, photographe français.
- 17 mars : Pattie Boyd, mannequin et photographe britannique.
- 25 mars : Roland Laboye, photographe français, lauréat en 1977 du Prix Niépce.
- 29 mars : Abbas, photographe franco-iranien, mort le 25 avril 2018.
- 4 avril : Barbara Ess, photographe américaine, morte le 4 mars 2021.
- 3 mai : Anders Petersen, photographe suédois.
- 25 mai : Tim Page, photojournaliste et photographe de guerre britannique, lauréat en 1997 du Prix Robert Capa Gold Medal, mort le 24 août 2022.
- 27 mai : Dany Gignoux, photographe et photojournaliste suisse.
- 28 mai : Yoshino Ōishi, photojournaliste japonaise, lauréate en 1982 et 1989 du Prix de la Société de photographie du Japon et en 2001 du prix Ken-Domon.
- 23 juin : Michel Thersiquel, photographe français, mort le 15 mars 2007.
- 30 juin : Joel Sternfeld, photographe américain.
- 3 juillet : Lynne Cohen, photographe canadienne, morte le 12 mai 2014.
- 12 août : Gabriele Basilico, photographe italien, mort le 13 février 2013.
- 23 août : Jean-Claude Francolon, photographe et photojournaliste français, ancien dirigeant de l'agence Gamma.
- 27 août : Catherine Leroy, photographe française reporter de guerre, lauréate en 1976 du Prix Robert Capa Gold Medal, morte le 8 juillet 2006.
- 6 septembre : Christian Boltanski, artiste plasticien, photographe, sculpteur et cinéaste français, mort le 14 juillet 2021.
- 11 octobre : Michel Séméniako, photographe français.
- 14 novembre : Richard Kalvar, photographe américain.
- 23 novembre : Peter Lindbergh, photographe de mode et réalisateur allemand, mort le 3 septembre 2019.
- 24 décembre : Balthasar Burkhard, photographe suisse, connu notamment pour ses séries photographiques monochromatiques de grand-format, mort le 16 avril 2010.
- 26 décembre : Jean-Claude Seine, photographe français.
- 26 décembre : Kazuo Kitai, photographe japonais, lauréat en 1975 du Prix Kimura Ihei.

- Date précise inconnue ou non renseignée :
  - William A. Ewing, historien de l'art suisse, spécialiste de photographie, lauréat en 1987 du prix Nadar.
  - John Gollings, photographe australien.
  - Jun Shiraoka, photographe japonais, mort le 17 mars 2016.
  - Douglas Steakley, photographe américain.
  - Joseph Szabo, photographe américain.
  - Massimo Vitali, photographe italien.

## Décès

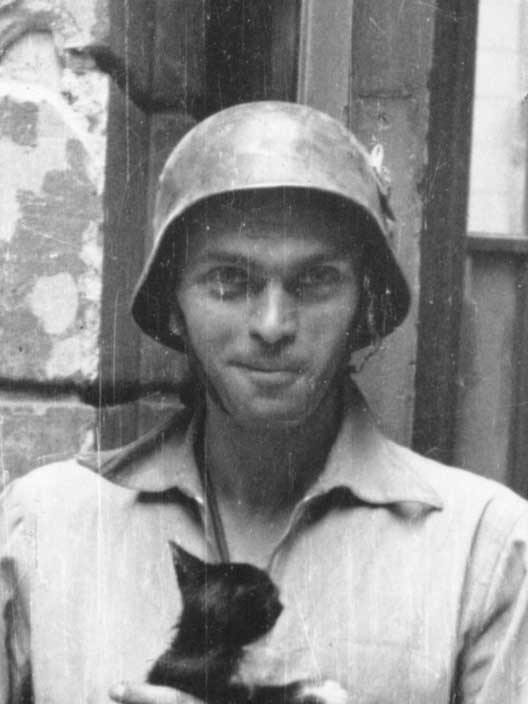
Eugeniusz Lokajski à Varsovie, début septembre 1944 pendant l'insurrection de la ville qu'il a photographiée et où il est mort.

- 9 janvier : Pierre Dubreuil,  photographe pictorialiste français, né le 5 mars 1872.
- 10 janvier : Casimir Zagourski, photographe polonais installé dans l'ancien Congo belge, né le 9 août 1883.
- 9 février : Augustin Boutique, photographe français, né le 26 mars 1862.
- 4 juin : Émile Touchet, astronome et photographe français, né le 24 juin 1874.
- 10 juin : Paul Guermonprez, photographe belgo-néerlandais, né le 28 décembre 1908.
- 14 juin : Liselotte Grschebina, photographe allemande puis israélienne, née le 2 mai 1908.
- 22 juin (tué lors du bombardement d'un aérodrome militaire) : Sergueï Strounnikov, photographe et photojournaliste russe et soviétique, né le 25 septembre 1907.
- 29 juin : Paul Castelnau, géographe et photographe français, né le 17 mai 1880.
- 7 juillet : Erich Salomon, photographe et photo-journaliste allemand, né le 28 avril 1886.
- 29 août : Georges-Louis Arlaud, photographe français, né le 24 juin 1869.
- 14 septembre : Heinrich Kühn, photographe pictorialiste autrichien, né le 25 février 1866.
- 25 septembre (tué lors de l'insurrection de Varsovie) : Eugeniusz Lokajski, sportif polonais, qui a photographié l'insurrection de Varsovie en 1944, né le 14 décembre 1908.
- 27 septembre : Sergueï Prokoudine-Gorski, chimiste et photographe russe, pionnier de la photographie couleur, né le 30 août 1863.
- 9 octobre : Rudolf Balogh, photographe et photojournaliste hongrois, né le 1er septembre 1879.
- 18 octobre : Josef Maria Eder, chimiste autrichien spécialisé dans la chimie de la photographie, auteur d'une histoire des débuts du développement technique de la photographie chimique, né le 16 mars 1855.
- Date précise inconnue ou non renseignée :
  - Enrique Guinea, photographe espagnol, né en 1874.
  - Luis Ramón Marín, photographe espagnol, né en 1884.
  - Léon Peret, photographe espagnol, né le 8 juin 1874.

## Célébrations
Centenaire de naissance
- Félix Arnaudin
- Émile Béchard
- Giuseppe Bertucci
- Lala Deen Dayal
- Sakuma Hanzō
- Ferdinand Hurter
- György Klösz
- Uchida Kuichi
- Federico Peliti
- Émile Pricam
- James Ricalton
- Émile Tourtin
- Eugène Dumoulin